# Périphérique informatique
Pour les articles homonymes, voir Périphérique.
Un périphérique informatique est un dispositif connecté à un système de traitement de l'information central (ordinateur, console de jeu, etc.) et qui ajoute à ce dernier des fonctionnalités.

## Types de périphériques
On peut classer généralement les périphériques en trois types : les périphériques d'entrée, ceux de sortie et ceux qui agissent dans les deux sens autrement dit périphériques de stockage ou d'entrée-sortie . 

### Lespériphériques d'entrée
Ils servent à obtenir des informations (ou données) pour le système informatique. Ce sont le clavier (frappe de texte), la souris (pointage), le scanner (numérisation de documents papier), le micro, la webcam, etc.

### Les périphériques de sortie
Ils servent à faire sortir des informations du système informatique. Ce sont l'écran, l'imprimante, les haut-parleurs, etc.

### Les périphériques de stockage
Les périphériques d'entrée-sortie opèrent aussi bien en lecture qu'en écriture : un disque dur, un lecteur/enregistreur de CD-ROM ou une clé USB, par exemple, permettent aussi bien de stocker des données (sortie) que de les lire (entrée).
Par ailleurs, un périphérique peut être local ou en réseau :
- on dit qu'il est « local » lorsqu'il est branché directement à un appareil (PC, console de jeux vidéo, tablette, etc.) ;
- on dit qu'il est « réseau » lorsqu'il est branché à un réseau informatique.

Par exemple, une souris peut être un périphérique d'entrée local branché à un ordinateur, qui peut lui-même être un périphérique d'entrées-sorties réseau s'il est relié à un réseau. Lorsque cet ordinateur reçoit les réponses à des requêtes transmises à un autre ordinateur, on appelle l'ordinateur périphérique un « client » et l'ordinateur qui répond aux requêtes envoyées un « serveur ». On appelle terminal un périphérique réseau qui se trouve à l'extrémité d'un nœud réseau et qui est utilisé comme point d'accès à ce réseau à travers différentes interactions homme-machine.

## Connexion à l'ordinateur
Sur les micro-ordinateurs, tous les périphériques sont reliés à la carte mère par un connecteur que l'on insère :
- soit dans un port directement soudé à la carte mère ;
- soit dans un port disponible sur une carte d'extension, elle-même enfichée sur la carte mère. La carte d'extension étant amovible, il est facile de la remplacer en cas de panne ou d'évolution technologique.

Le système d'exploitation installé sur le système informatique doit disposer d'un pilote pour le périphérique (en anglais on parle de driver), c'est-à-dire un logiciel chargé de communiquer avec lui et d'intégrer ses fonctionnalités au système d'exploitation.
La plupart des périphériques sont amovibles, c'est-à-dire qu'ils peuvent être déconnectés de l'unité centrale sans empêcher celle-ci de fonctionner (il faut parfois éteindre l'ordinateur avant de retirer le périphérique).

## Périphériques d'entrée

### Dispositifs de saisie

Périphériques d'entrée
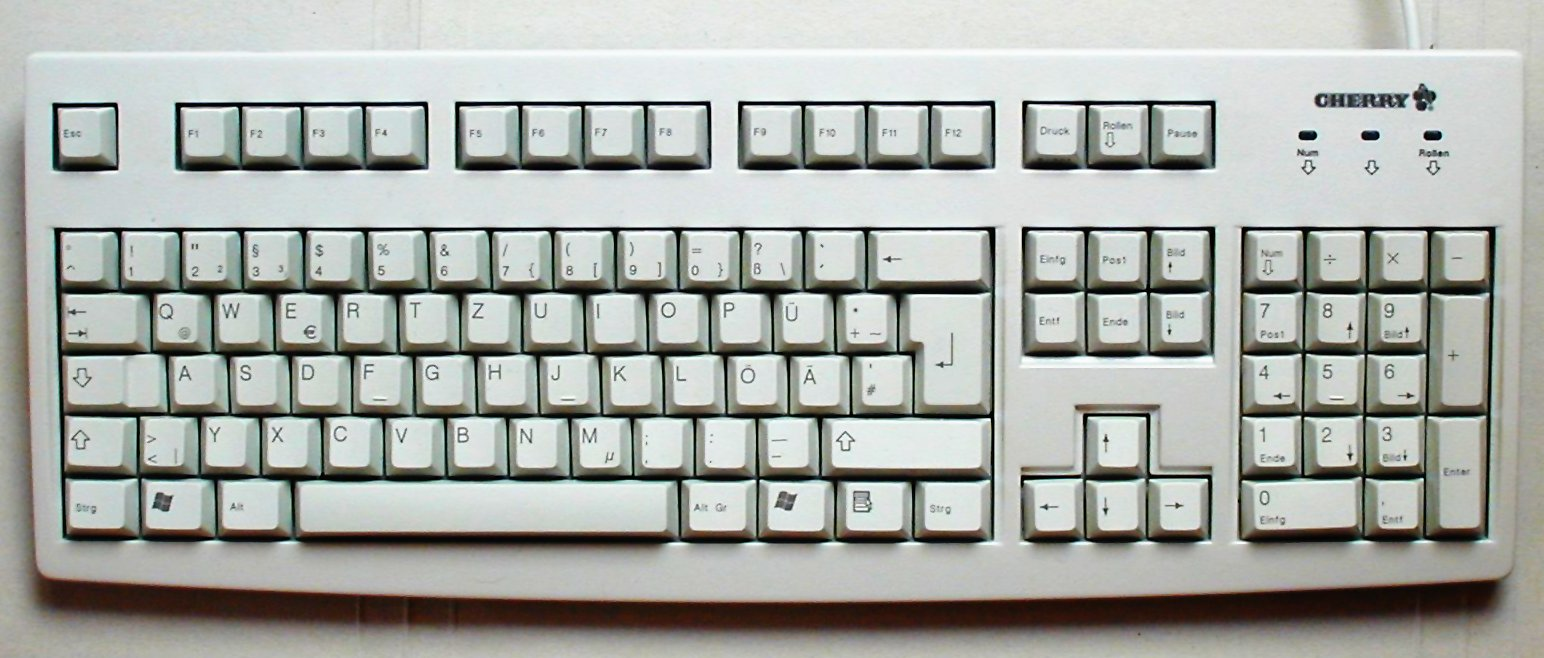
Clavier.
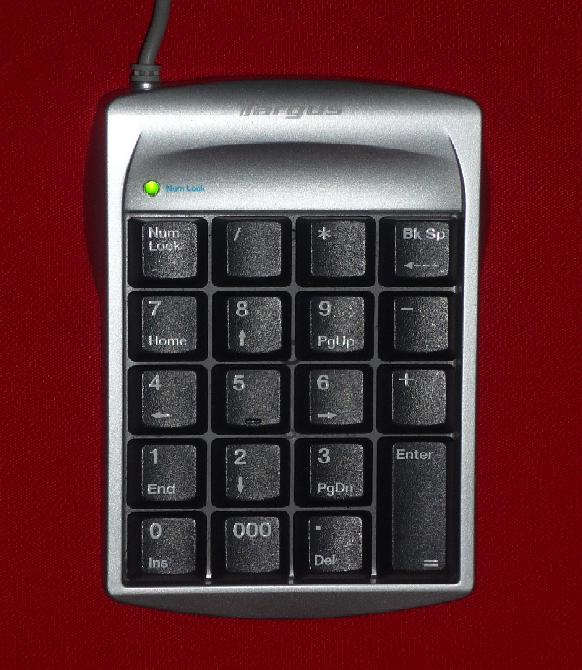
Pavé numérique.
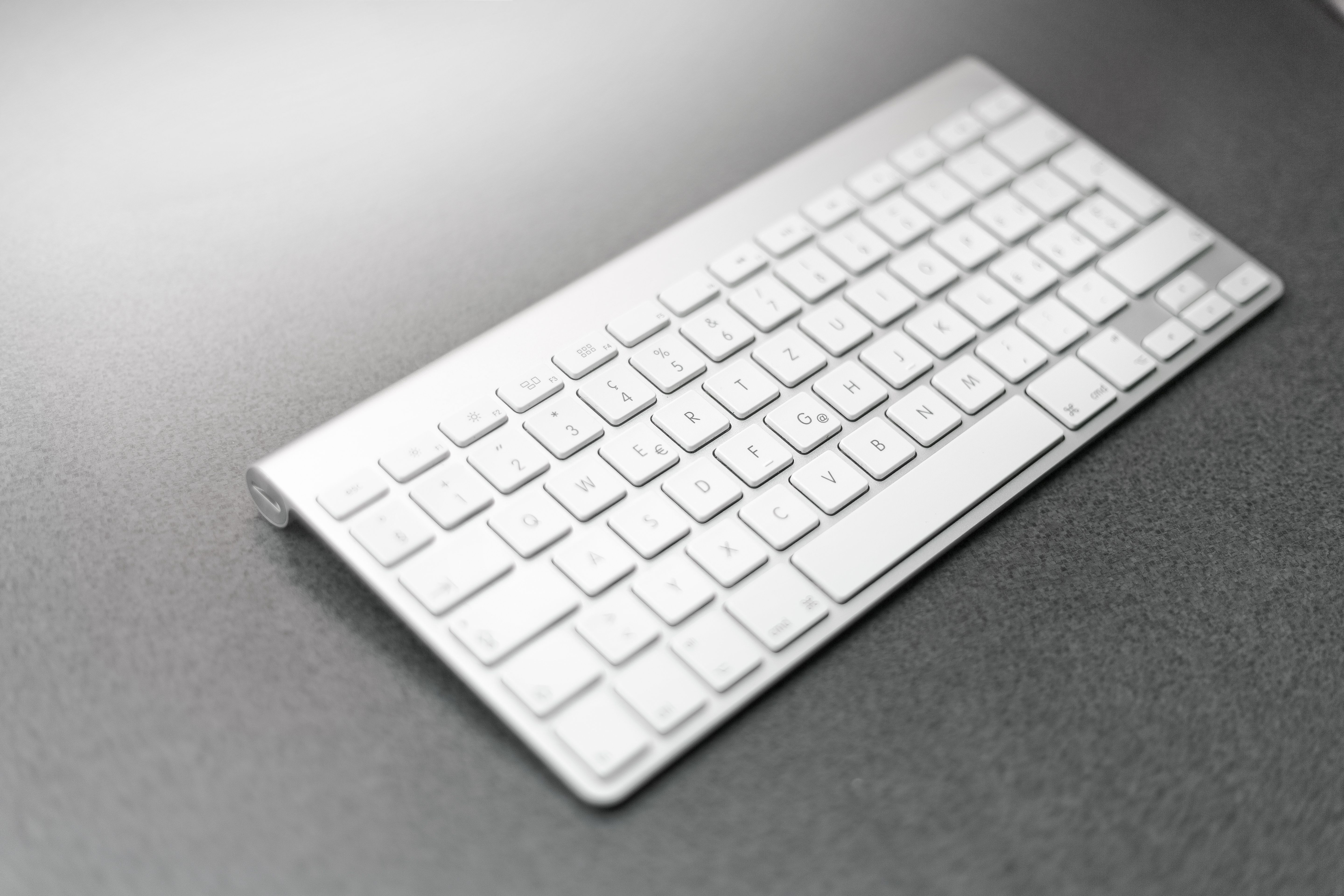
Clavier sans fil.

### Dispositifs de lecture

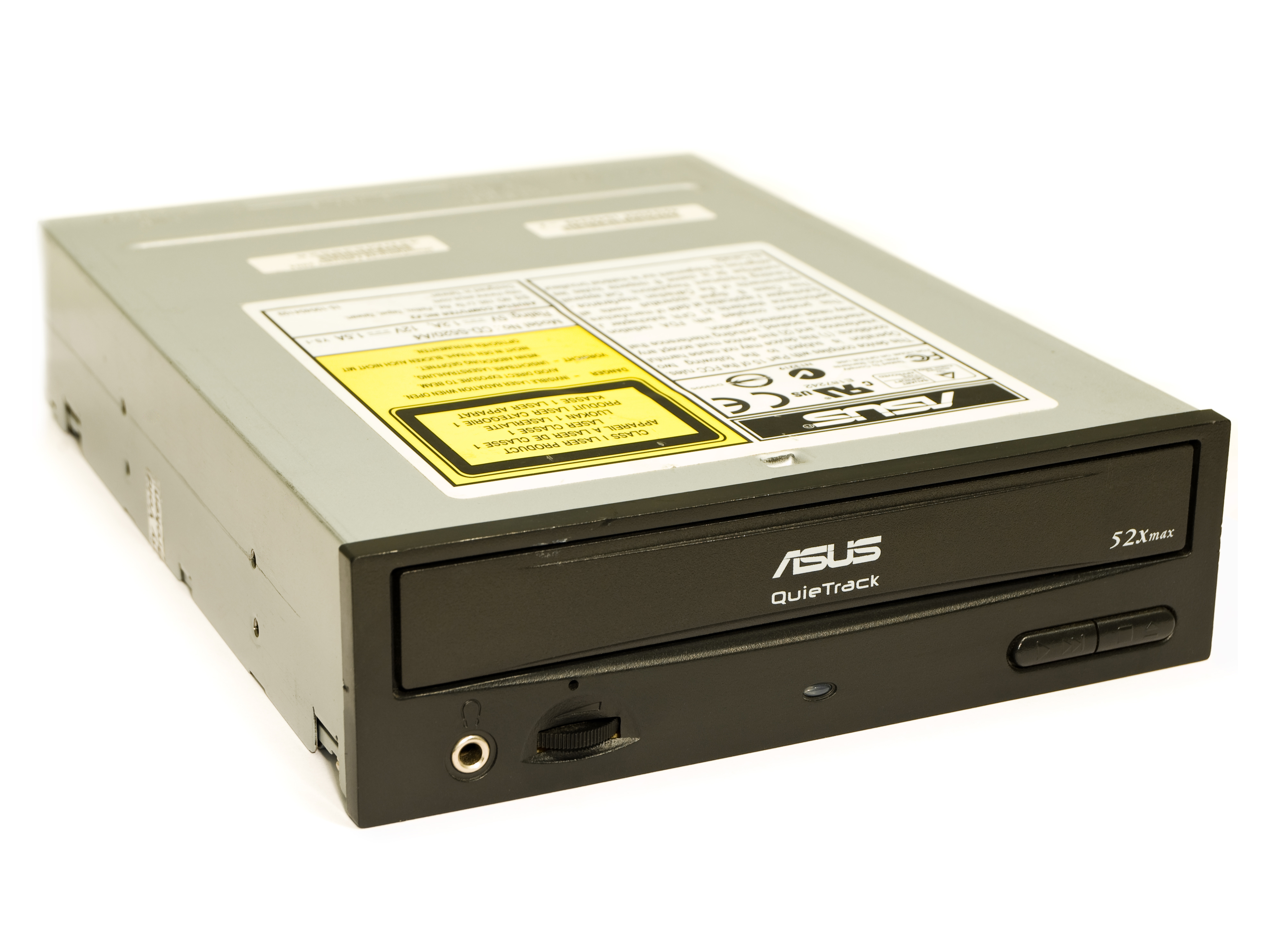
Lecteur de disque optique.
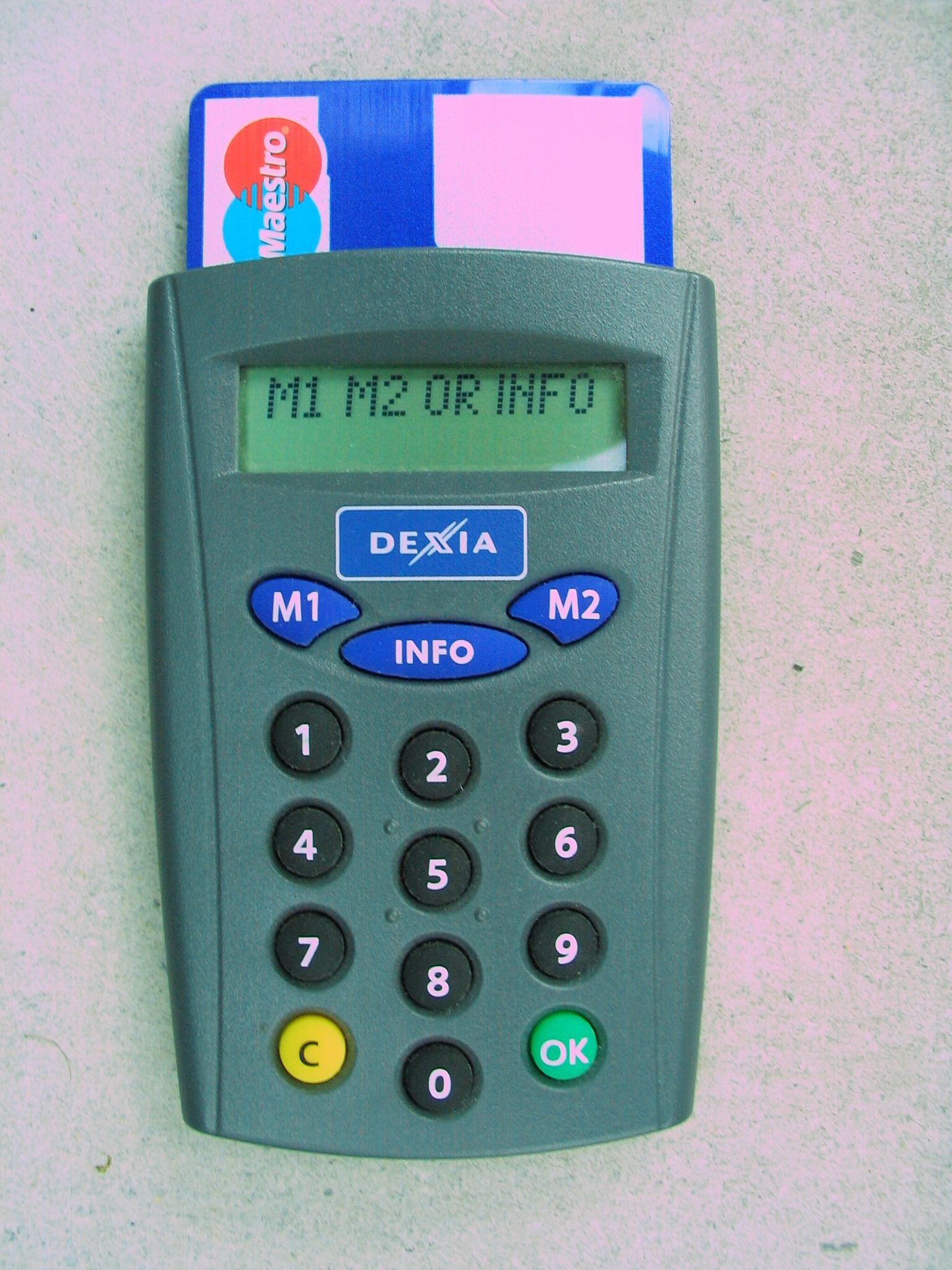
Lecteur de carte.
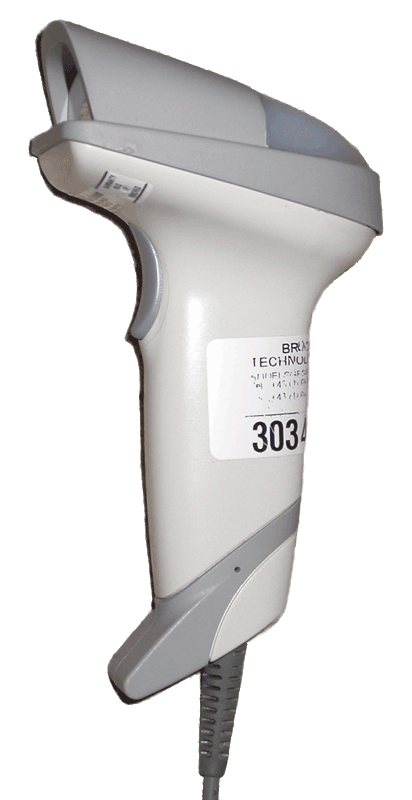
Lecteur de code-barres.

### Dispositifs de pointage
Un dispositif de pointage est un périphérique d'entrée qui permet de contrôler un pointeur (en).

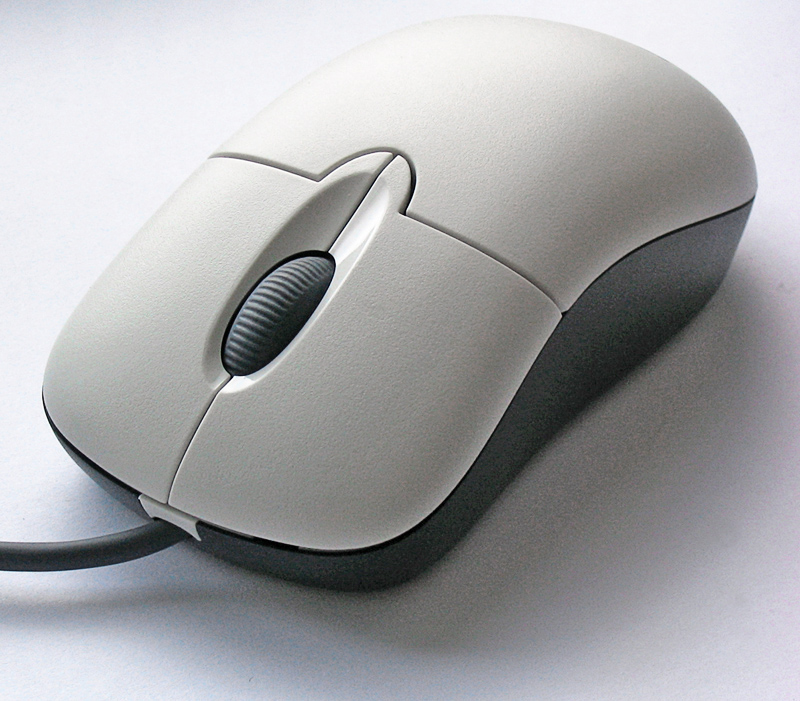
Souris.
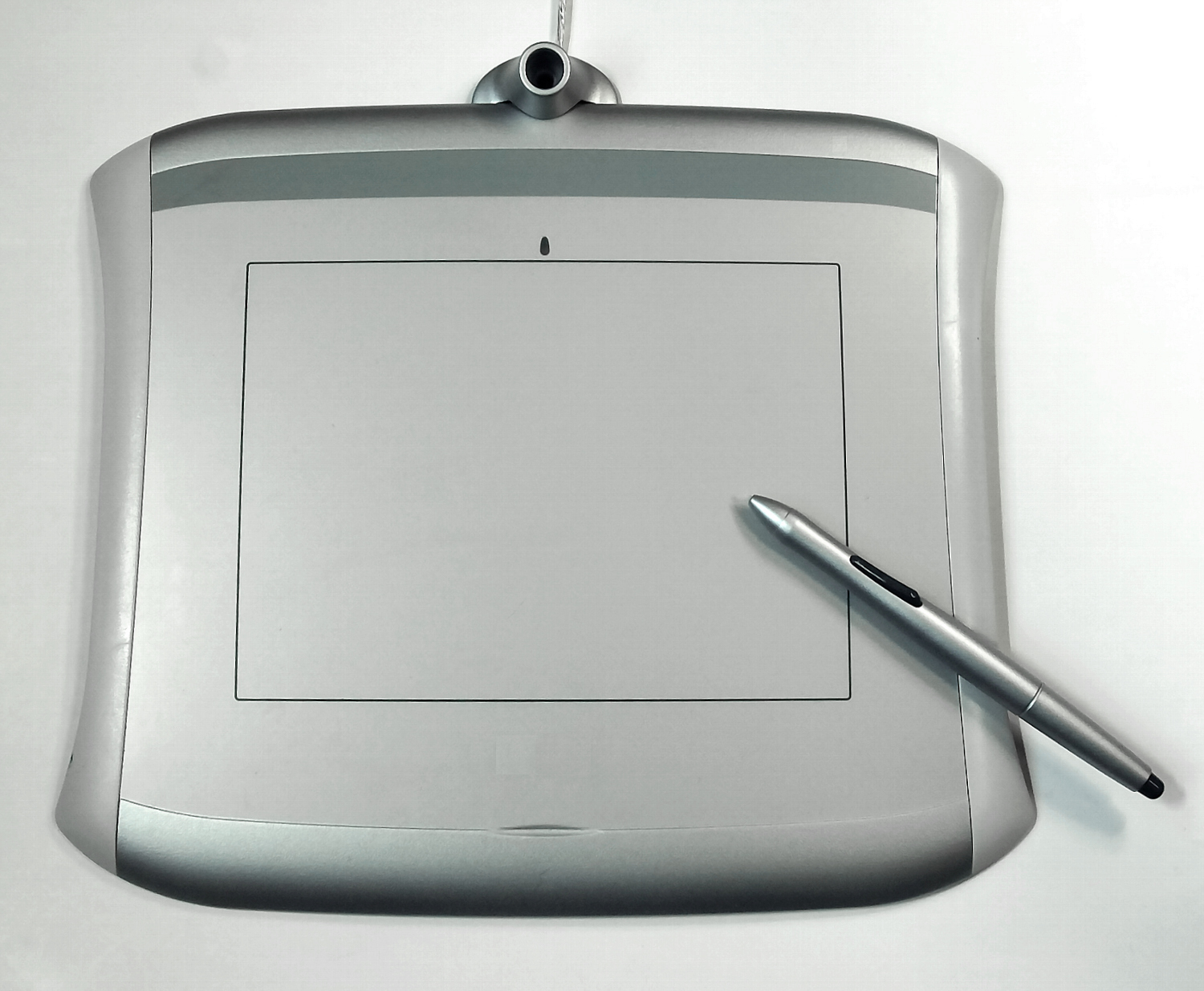
Tablette graphique.
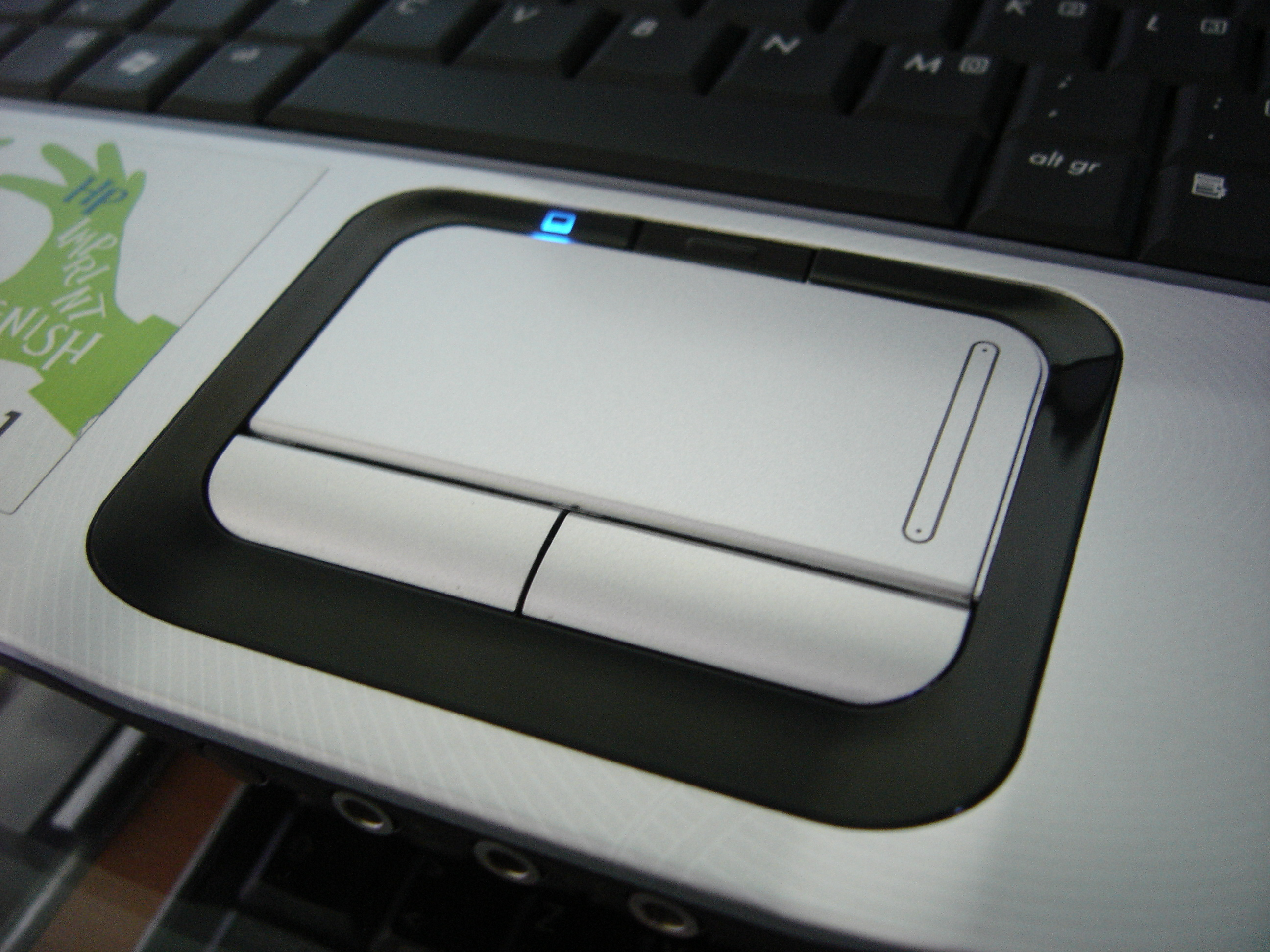
Pavé tactile.

### Contrôleurs de jeu
Un contrôleur de jeu est un dispositif qui permet d'effectuer une représentation dimensionnelle (2D ou 3D) dans un jeu vidéo.

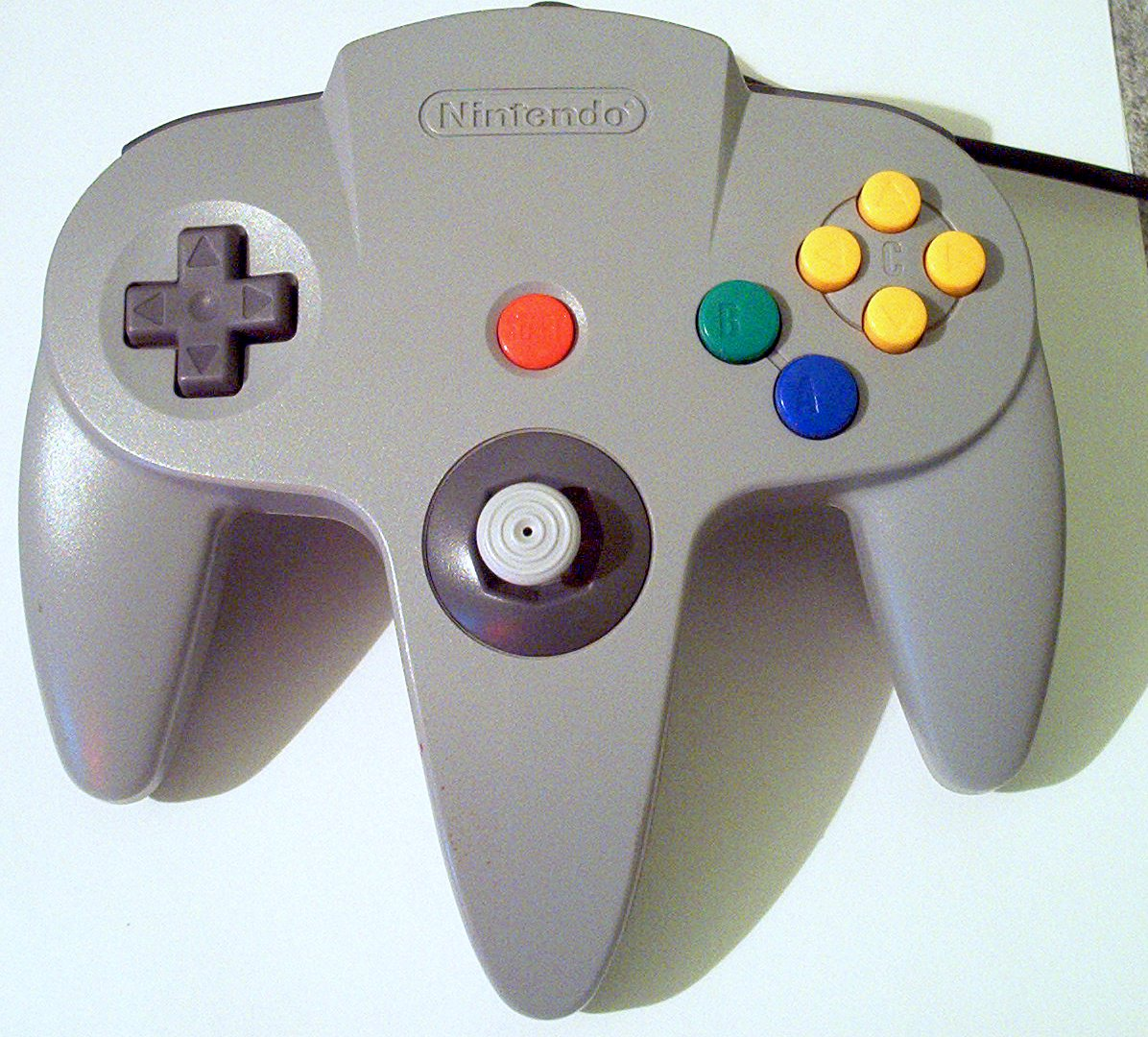
Manette de jeu (Joypad).
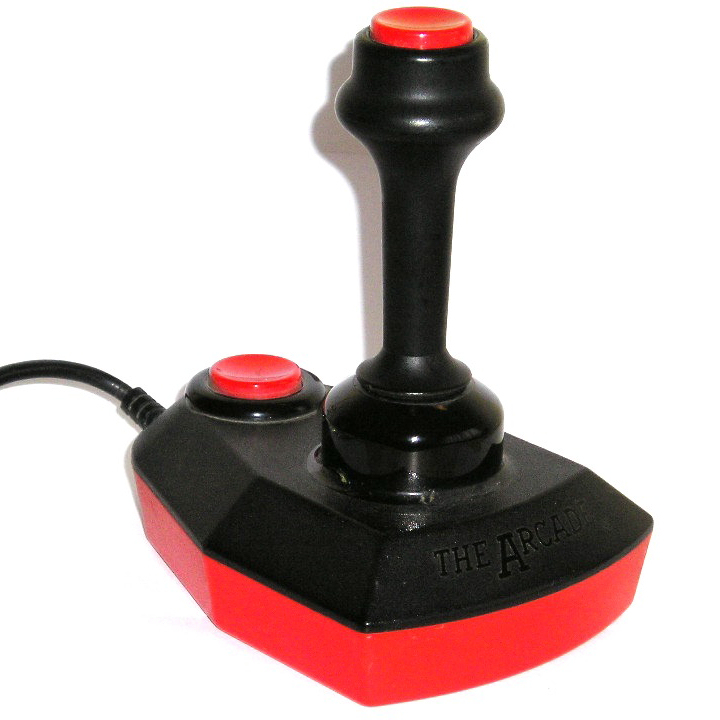
Manche de jeu (Joystick).

### Dispositifs d'acquisition
Un système d'acquisition de données est un appareil qui est utilisé pour effectuer une numérisation d'un signal électrique. Il est, pour cette raison, classé comme un périphérique d'entrée.

#### Acquisition d'images

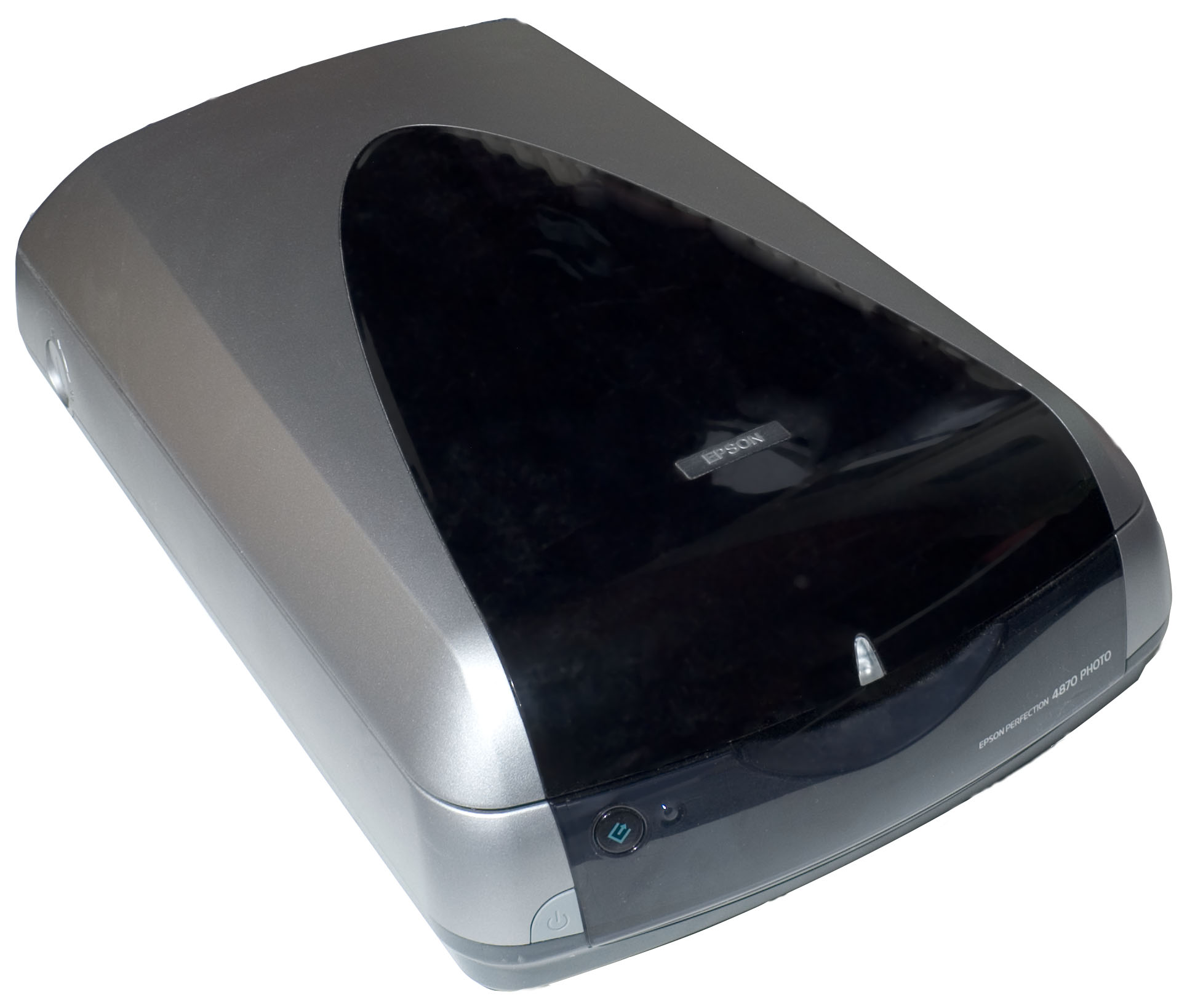
Scanner.
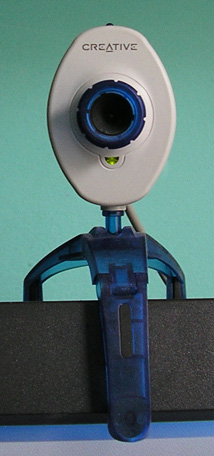
Webcam.
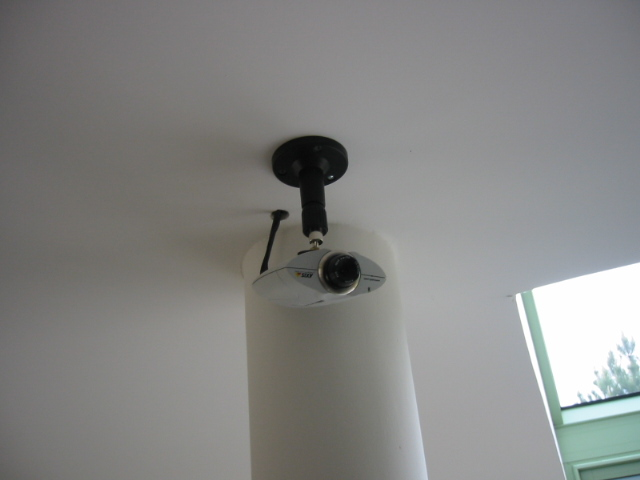
Caméra IP.

#### Acquisition sonore

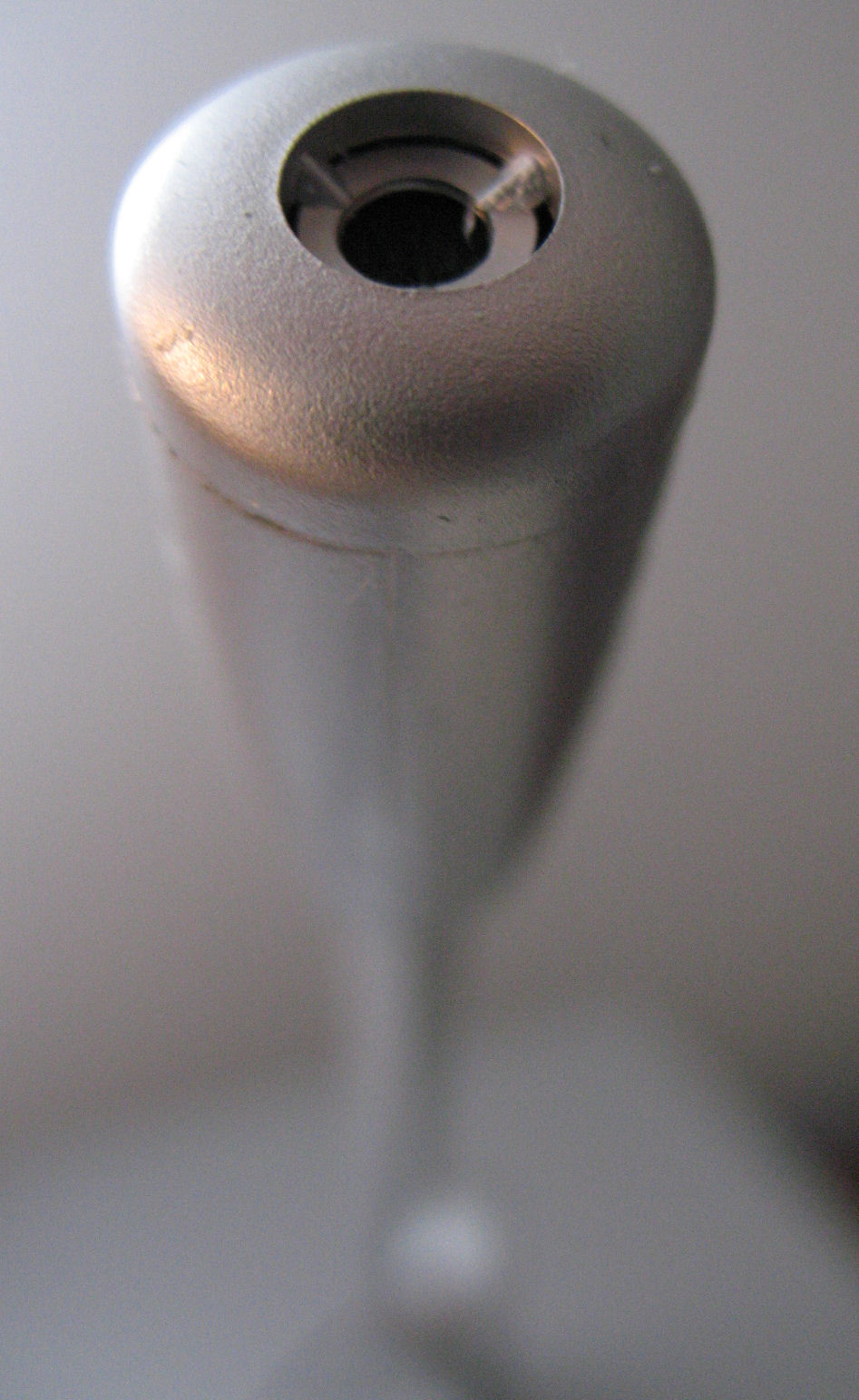
Microphone.

## Périphériques de sortie

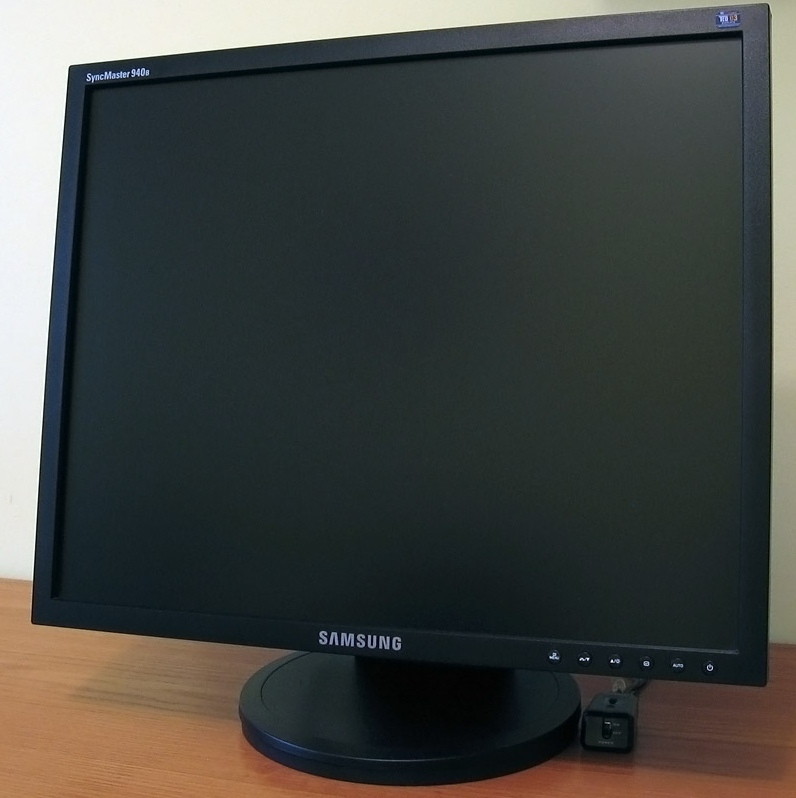
Écran.
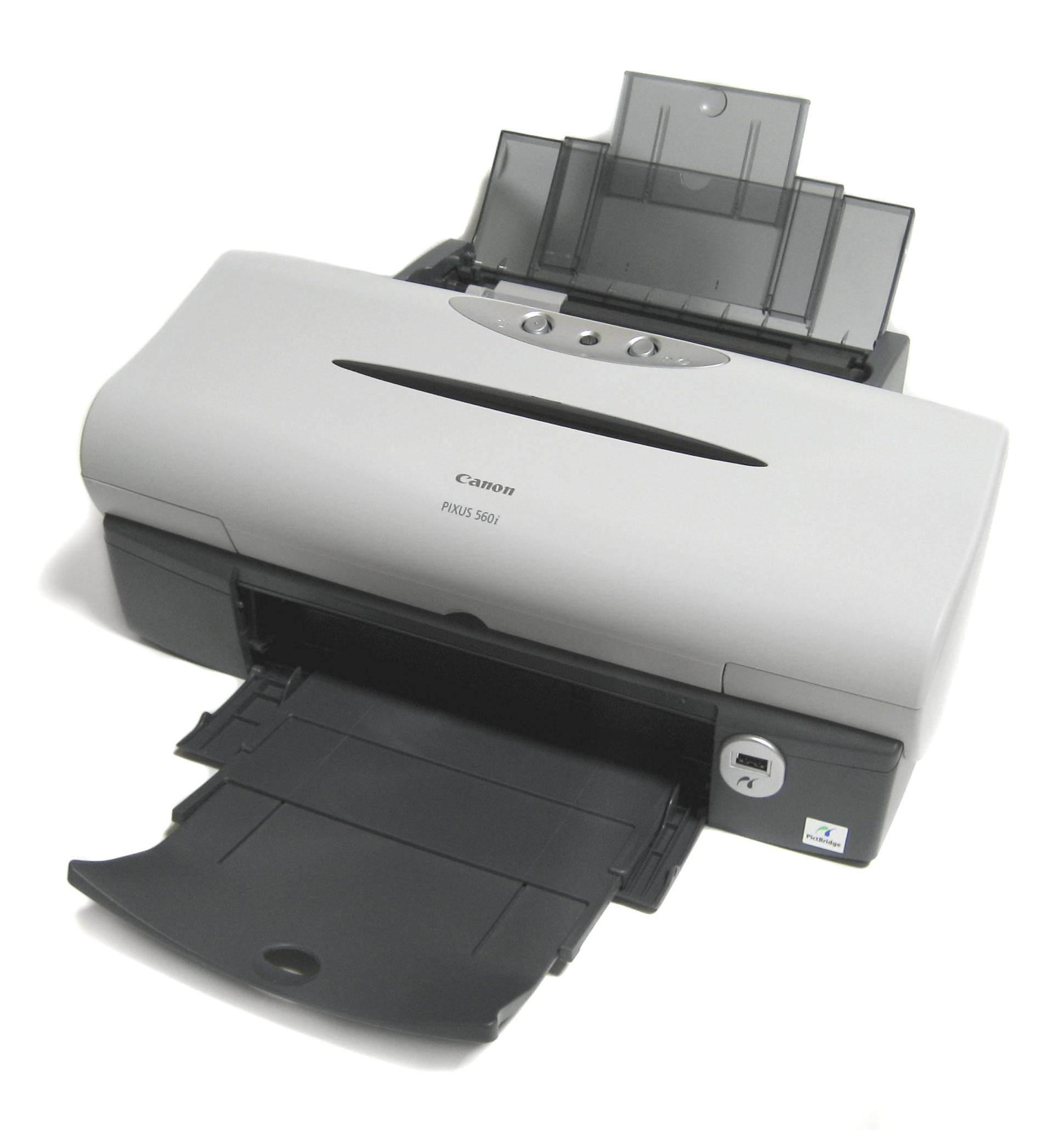
Imprimante.
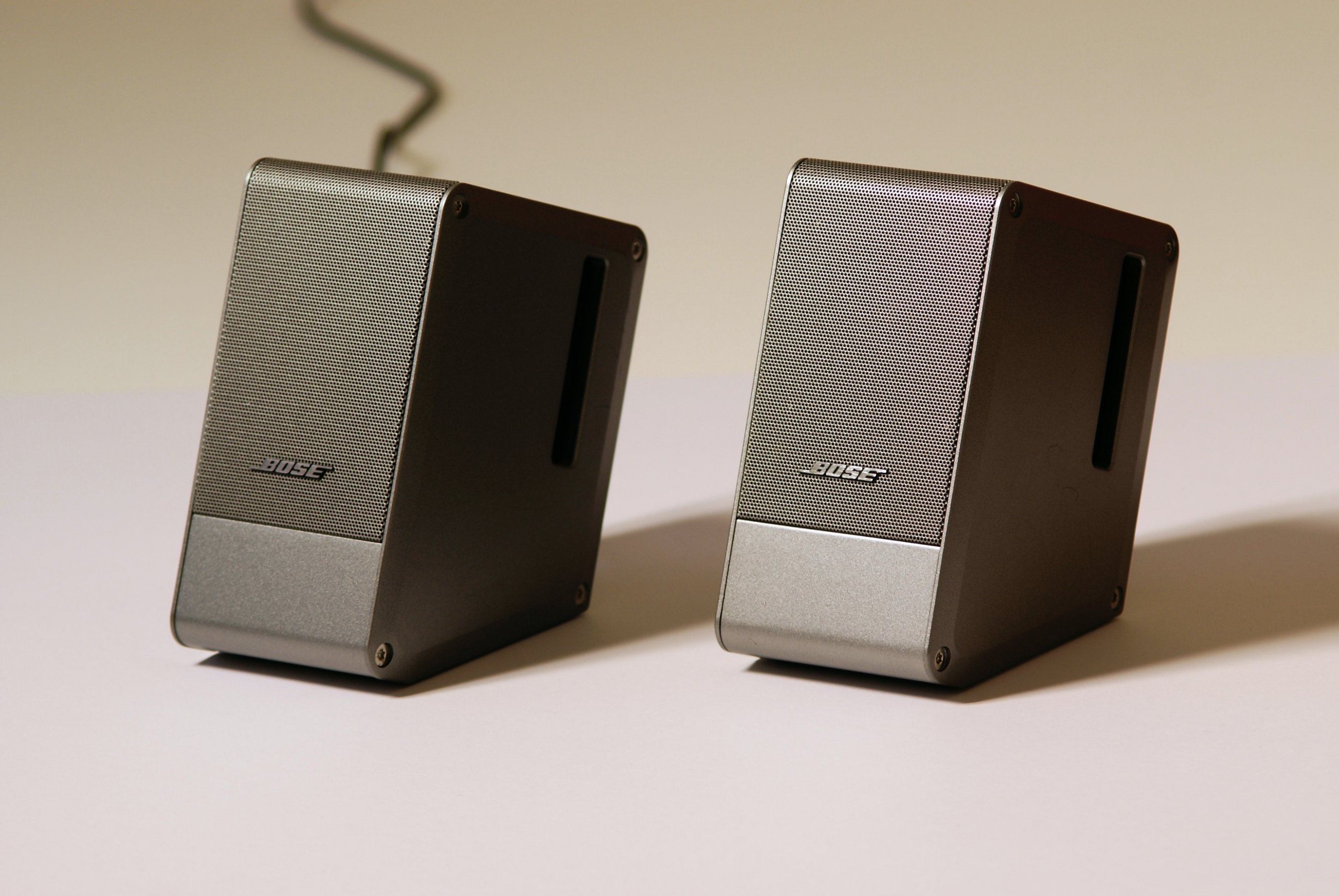
Enceinte acoustique.

## Périphériques d'entrée-sortie

### Mémoires de masse
Une mémoire de masse est un périphérique d'entrée-sortie car il permet de lire et d'écrire d'importantes quantités de données de manière permanente.

Differents types de mémoire de masse
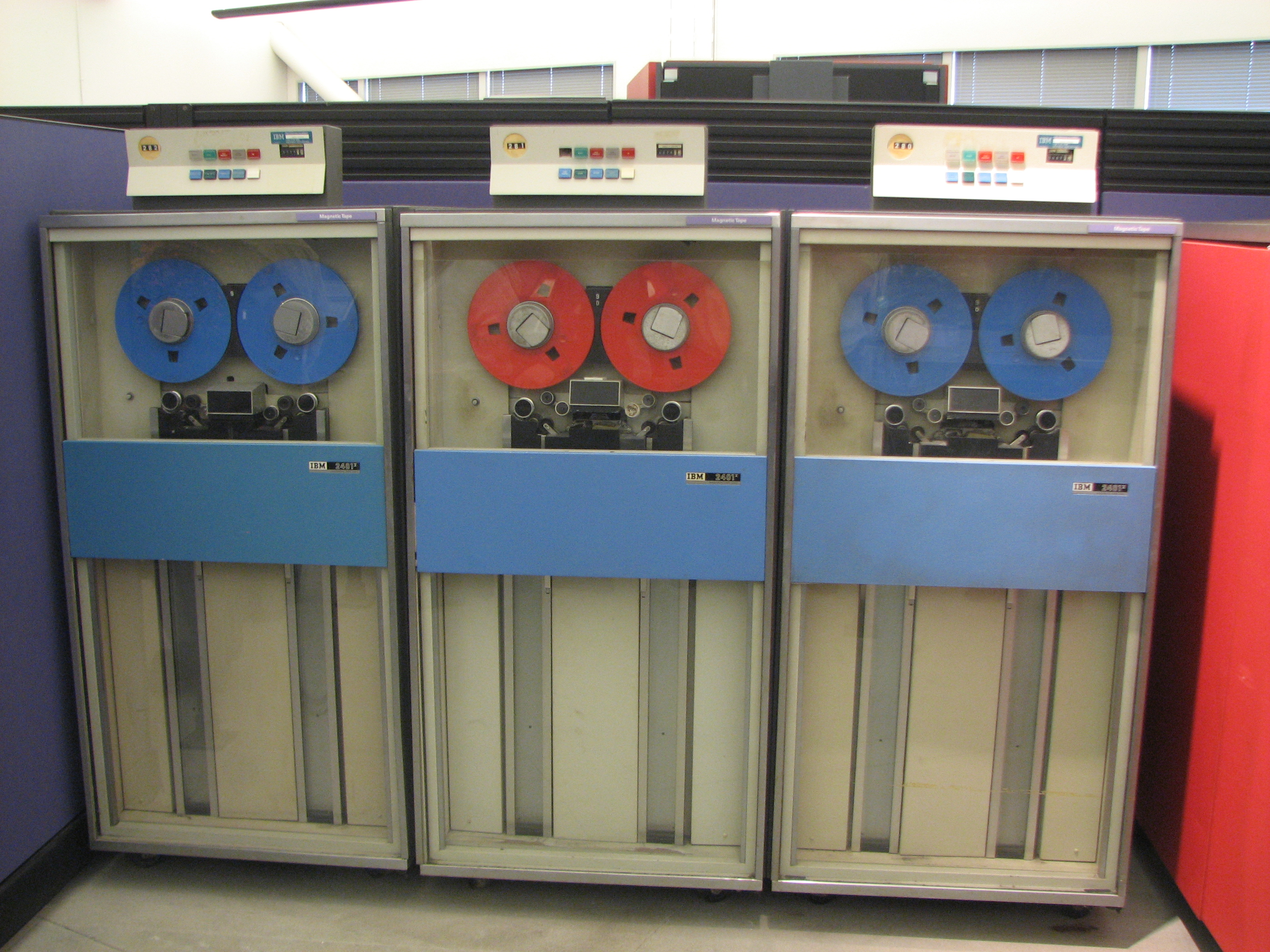
Lecteur de bande magnétique.
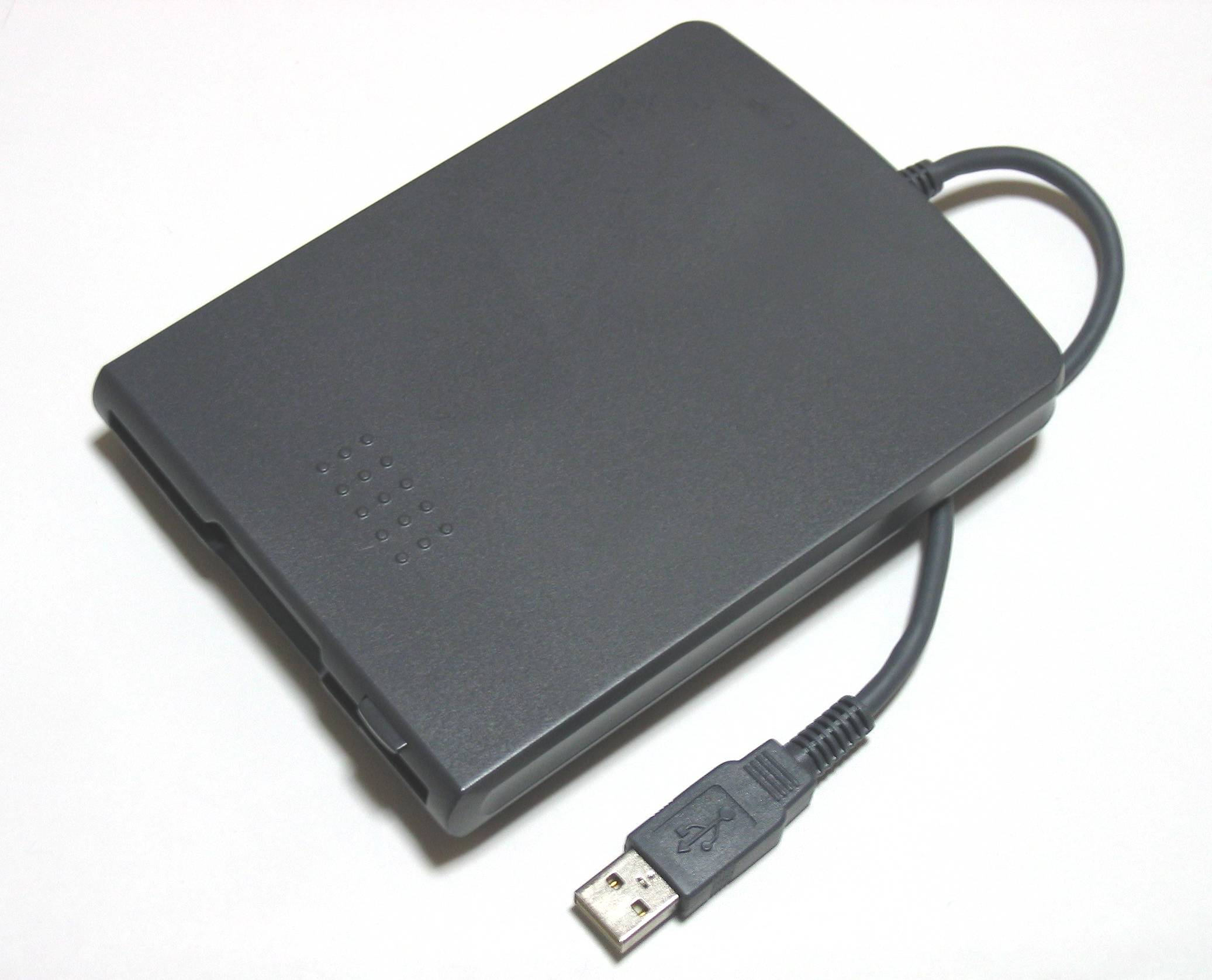
Lecteur de disquettes.
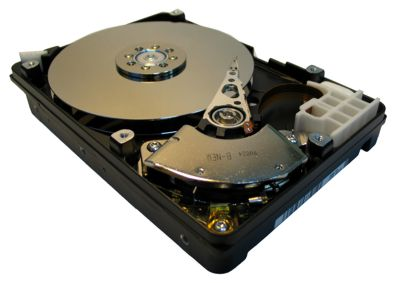
Disque dur.
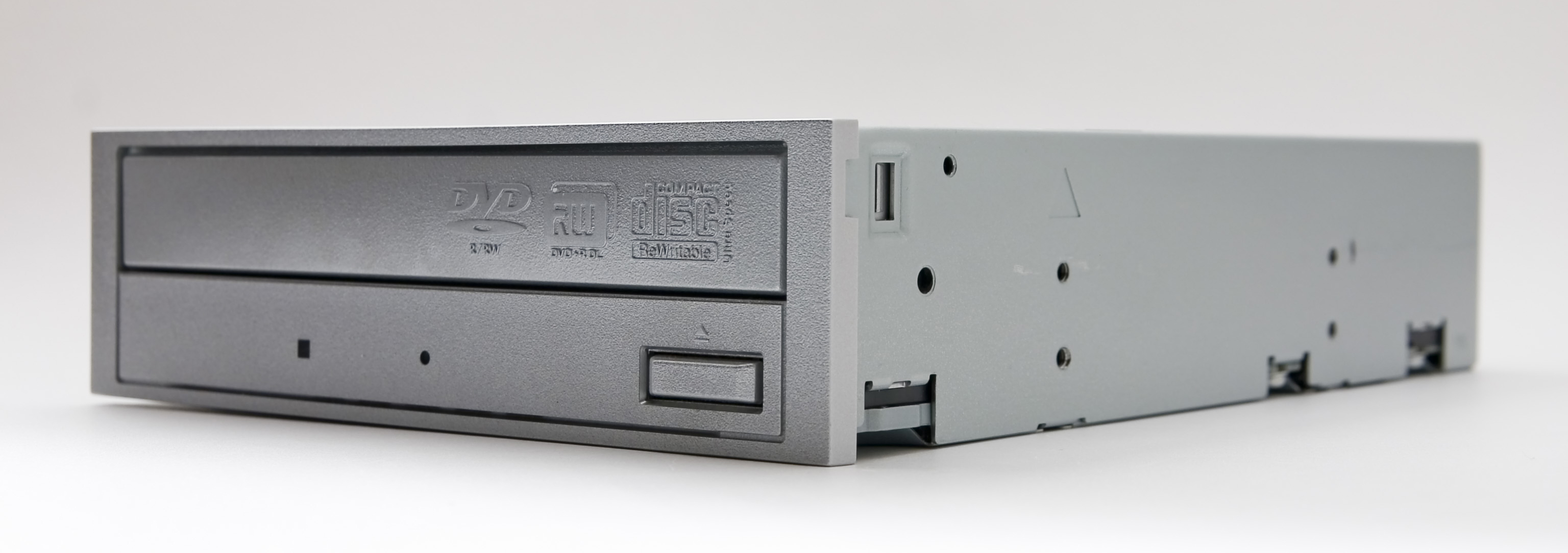
Graveur de disque optique.
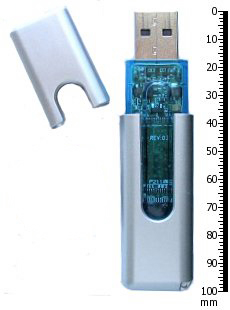
Clé USB (mémoire flash amovible).

### Équipements de réseau informatique
Les équipements de réseau informatique sont des périphériques d'entrée-sorties car ils fonctionnement sur des transmissions bidirectionnelles.

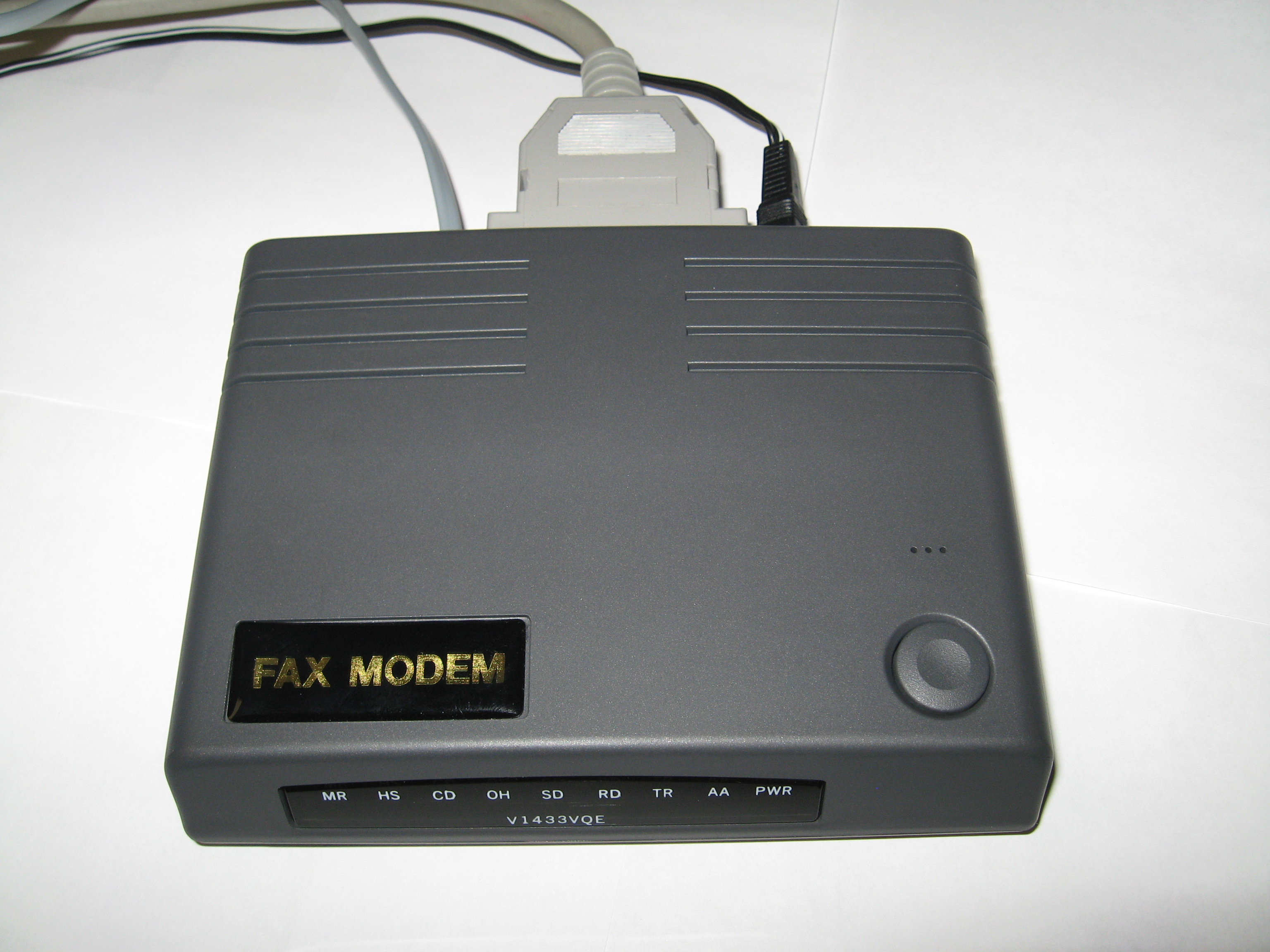
Modem.
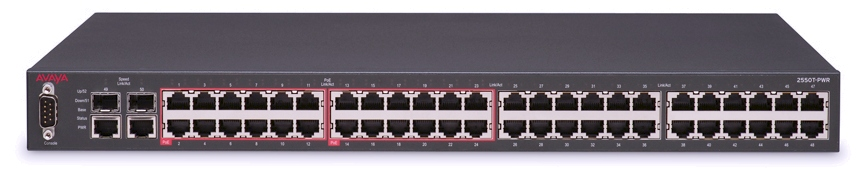
Commutateur réseau.
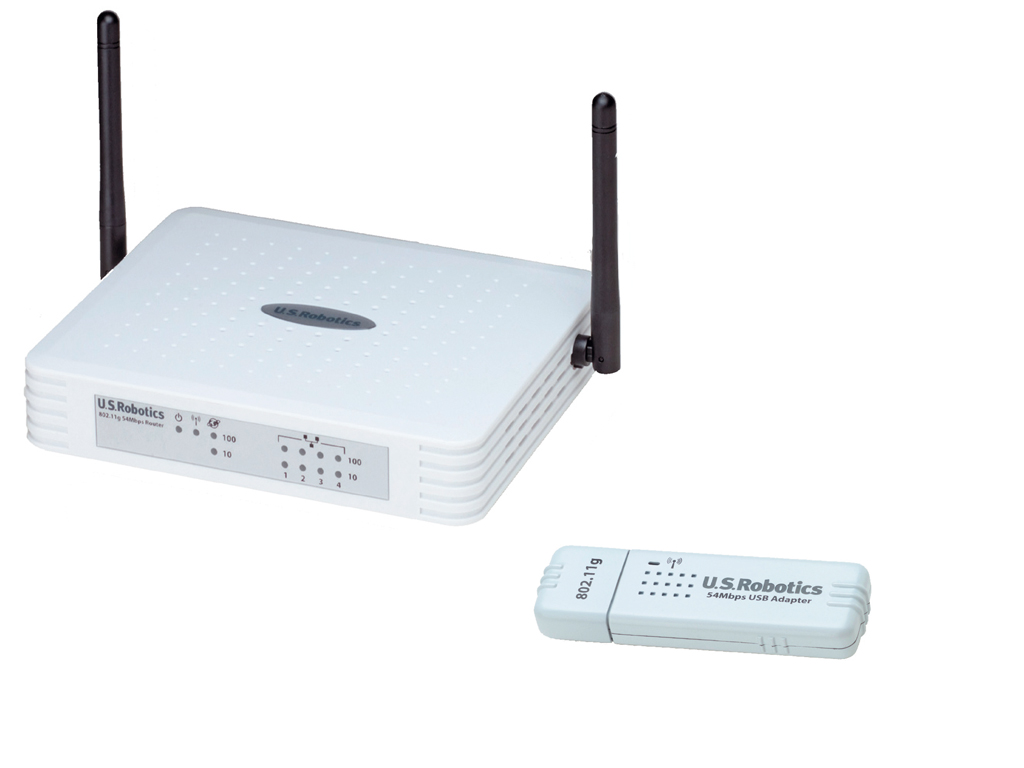
Routeur.

### Périphériques d’interactions homme-machine
De nombreux périphériques d'interactions homme-machine fonctionnent dans les deux sens (entrée-sortie).

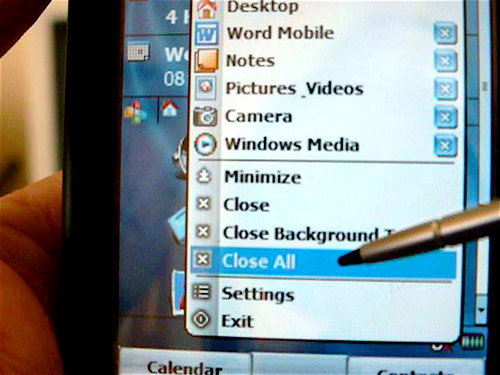
Écran tactile.
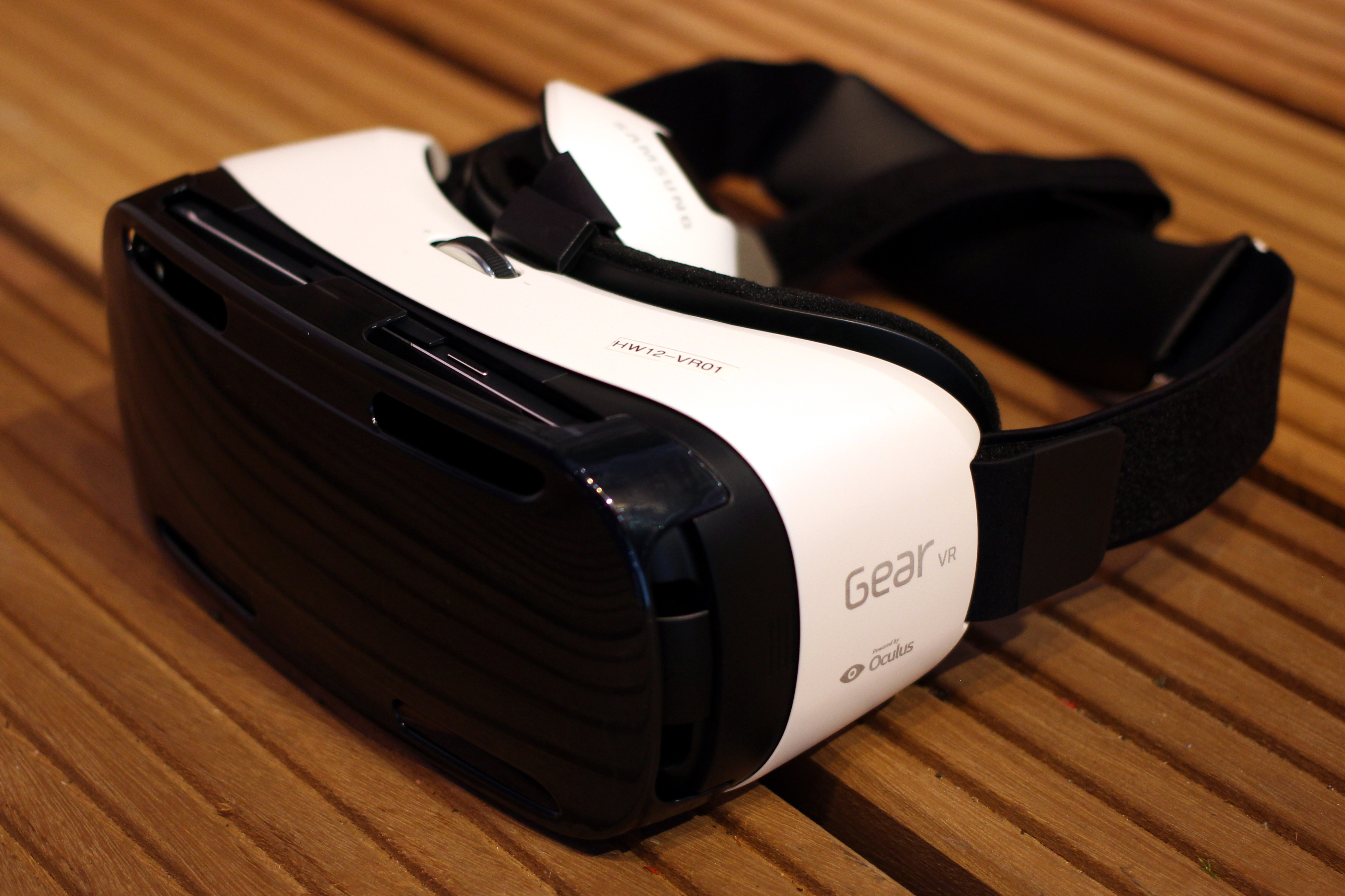
Casque de réalité virtuelle.

## Périphériques multifonctions
Un périphérique multifonction (abrégée MFP pour multiple function peripheral en anglais) est une catégorie spécifique de périphérique d'entrée-sortie qui offre plusieurs fonctionnalités tel qu'un caméscope, qui peut faire office d'APN, de webcam, ou de disque externe ou encore d'une imprimante, qui peut parfois faire aussi office de scanneur voire de télécopieur.

### Multicopieur
Un multicopieur est un périphérique de reprographie qui regroupe au moins deux fonctions de publication (lecture puis impression papier), mais parfois beaucoup plus, comme un lecteur/enregistreur de clé USB ou de carte SD, un Fax (émission/réception), etc.

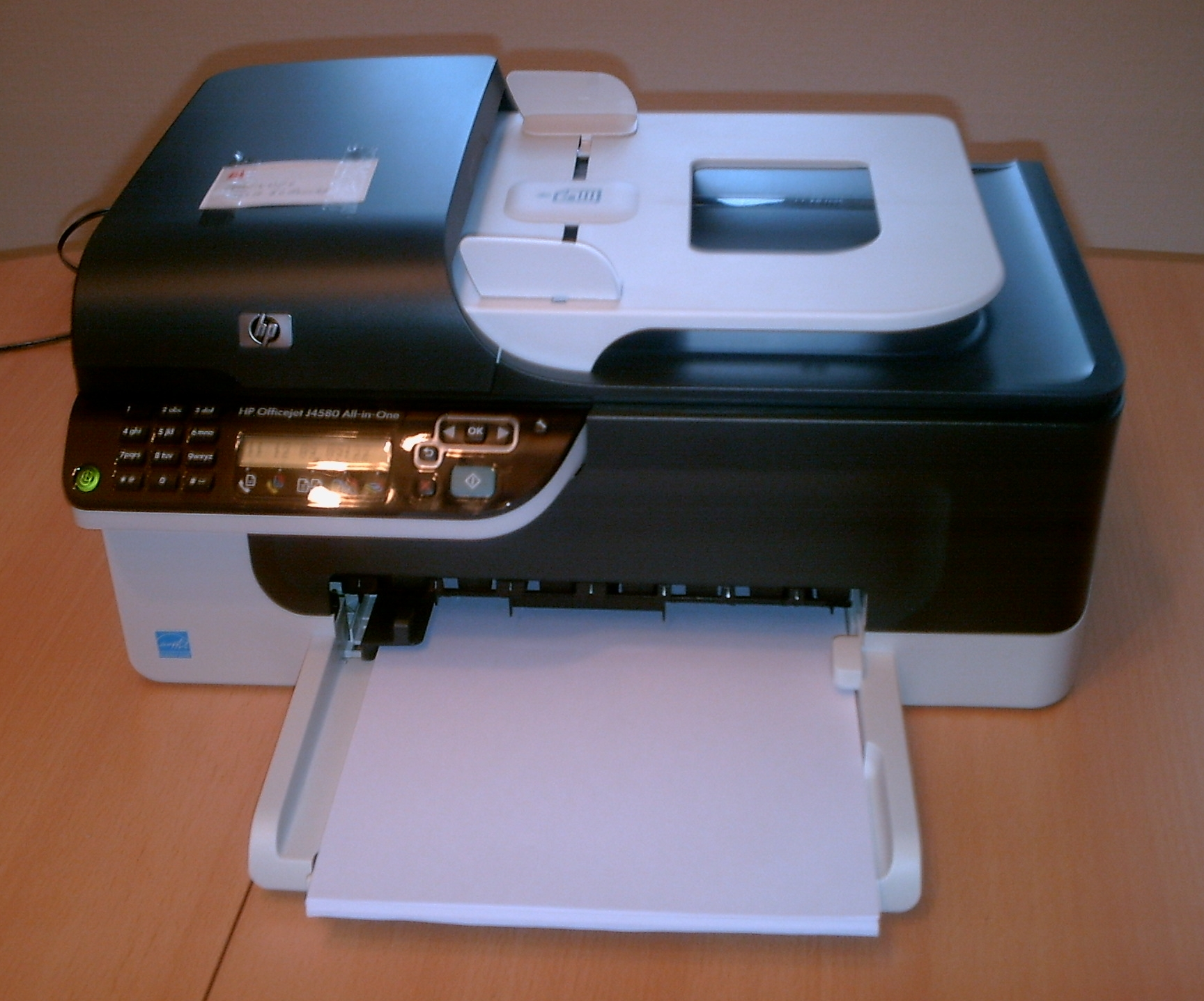
Imprimante multifonction.

## Périphérique nul
Un périphérique nul n'est pas un périphérique physique, mais plutôt une astuce de programmation. Utilisé comme périphérique de sortie, il supprime toutes les données qui y sont écrites, mais indique que l'opération d'écriture a réussi. Utilisé comme périphérique d'entrée, il ne fournit aucune donnée, produisant immédiatement un end-of-file (EOF).